# Euphorbia marginata
L'Euphorbia marginata, és una espècie de planta amb flors del gènere eufòrbia, dins la família de les euforbiàcies, nativa del centre i sud dels Estats Units i de Mèxic.
Es cultiva com planta ornamental

## Descripció
Planta herbàcia anual de fulles alternades. Ciatis de marges blancs.

## Etimologia
Euphorbia: nom genèric que deriva del metge grec del rei Juba II de Mauritània (52 a 50 a. C. - 23), Euphorbus
bonplandii: epítet específic en honor del botànic Aimé Bonpland (1773-1858).
Sinonímia
- Euphorbia marginata Kunth
- Euphorbia torrida DC.[3]